# Superlativ
Superlativ (från latinets superlativus) är inom grammatiken en böjningsform, komparation, för adjektiv och adverb. Komparationsformerna uttrycker en ökande intensitet av den egenskapen adjektivet eller adverbet avser, där superlativ indikerar den tredje graden. 
Superlativ kan användas dels relativt dels absolutivt. Relativ superlativ jämför flera föremål eller handlingar och tillskriver ett av dessa den egenskap adjektivet eller adverbet uttrycker i en högre grad än alla de övriga. Absolut superlativ jämför ett föremål eller en handling inte med andra sådana, utan snarare med ett hypotetiskt normalfall, och tillskriver då föremålet eller handlingen adjektivegenskapen i väsentligt högre grad än detta normalfall.
Superlativ brukar bildas antingen genom böjning (ex. latin altissimus, sv. högst) eller genom separata ord (ex. franska le plus grand, sv. mest lyckad).

## Superlativ i svenska
Svenska har tre komparationsgrader, och superlativ är således den högsta av dessa.
Superlativ kan förutom relativt och absolut i svenska även användas för att jämföra samma föremål ur olika perspektiv (till exempel olika delar av eller vid olika tillfällen), och kan då sägas uttrycka en partiell betydelse. Exempel är i det mörkaste Småland, det vill säga i mörkaste delen av.
I svenska bildas superlativen på följande sätt: Till (den oböjda) positiven fogas antingen -ast, med samma förändringar i stammen som vid deklination, eller -st (med omljud i stammen, om denna är mottaglig för sådant): bred-ast, vackr-ast, läng-st, hög-st, stör-st (vokalförkortning), yng-st. En del komparativer på -re bildar superlativ på -erst: hiterst, borterst med flera. Många ord bildar sin superlativ perifrastiskt genom framförställt mest: mest främmande, mest enahanda. Vissa ord vacklar mellan dessa två metoder. 
Superlativen förekommer dels i bestämd form, med ändelsen -e eller -a, dels i (obestämd eller hellre) oböjd form utan föregående artikel. Den sistnämnda formen används i predikativ ställning (detta beteende är ynkligast), som apposition (Kalle, äldst av kamraterna) och ibland, genom inflytande från danskan, där vårt språkbruk regelmässigt kräver den bestämda formen (störst intresse väcker offensiven).

### Böjningar av superlativ
|         | Bunden form   |                          | Predikativ form          |                        |
|         | Obestämd form | Bestämd form             | Obestämd form            | Bestämd form           |
| Utrum   | (Finns ej)    | Den vackraste tavlan     | En tavla är vackrast     | Tavlan är vackrast     |
| Neutrum | (Finns ej)    | Det vackraste porträttet | Ett porträtt är vackrast | Porträttet är vackrast |
| Plural  | (Finns ej)    | De vackraste tavlorna    | Flera tavlor är vackrast | Tavlorna är vackrast   |